# 杜国楹
杜国楹（1973年10月14日—），中国企业家，曾先后创立了背背佳、好记星、E人E本、8848钛金手机、小罐茶等多个品牌。

## 生平
1973年，杜国楹出生于河南省西华县，1992年毕业于当地的一所师范学校，成为一名化学教师，两年后辞职下海从商。

### 创业之路

#### 背背佳
1997年，杜国楹从天津大学教授袁兵手中购买了一项矫正带专利，并将其命名为“背背佳”投向市场。通过铺天盖地的电视广告，背背佳一炮而红，杜国楹也因此成为亿万富翁。但随后由于背背佳涉嫌虚假宣传，加之盲目投资扩张，杜国楹在两年内从身家过亿变得负债累累。

#### 好记星
随着北京申办奥运会成功，以及中国加入世界贸易组织，21世纪初的中国掀起了一股“英语热”。此时尚未摆脱巨额债务的杜国楹看准这一时机，于2003年推出了“好记星”英语学习机，邀请加拿大籍相声演员大山担任代言人，同样采取了“狂轰滥炸”式的营销手段，获得巨大成功。之后杜国楹将背背佳和好记星卖给了当时中国大陆最大的电视购物公司橡果国际，并曾担任橡果国际的高管，直至2009年离职。

#### E人E本
2010年，杜国楹控制的北京壹人壹本信息科技有限公司（现为清华同方全资子公司）推出“E人E本”平板电脑，2015年又推出8848钛金手机，定位高端市场。

#### 小罐茶
2014年，杜国楹又成立了北京小罐茶业有限公司，主打“小罐茶”品牌，依然将自身定位于高端市场。

## 评价
对于杜国楹及其所涉足的产品营销推广方式，一直以来争议不断。杜国楹凭借多个产品的成功有了“营销大师”“电视营销之神”的称号（但杜国楹本人对“营销大师”这一说法表示反感），也因为产品性价比等问题被一些人批评为“收智商税”，其惯用的洗脑式营销手段也被一些人诟病。